# Paul Louis Courier de Méré

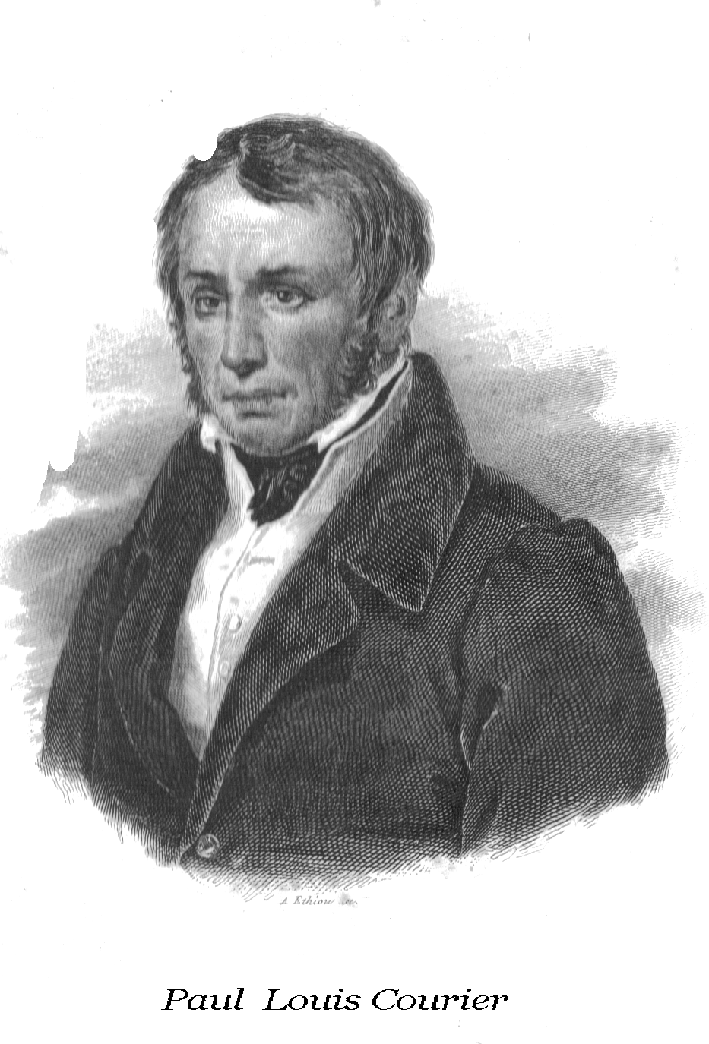
Paul-Louis Courier

Paul Louis Courier de Méré, född 4 januari 1772, död 10 april 1825, var en fransk författare.
Courier de Méré bedrev grundliga studier, särskilt i grekiska. Han blev därefter officer och tog del i revolutionens och kejsardömets krig. Han återvände till Frankrike 1812 och bosatte sig då på en lantegendom i Touraine. Efter mindre konflikter med administrativa myndigheter anslöt han sig till oppositionen mot restaurationen och författade ett flertal pamfletter, mästerverk i ironi och klassiskt formspråk. Den främsta av dessa var Pamphlet des pamphlets (1824). Han var även verksam som utgivare och översättare. Hans Oeuvres complètes utkom i fyra band 1828, och har därefter nyutgivits i en mängd upplagor.